# U23-europamästerskapen i friidrott 2019
U23-europamästerskapen i friidrott 2019 var den 12:e upplagan av Europamästerskapet i friidrott för idrottare under 23 år. Tävlingen arrangerades på Gunder Hägg-stadion i Gävle mellan 11 och 14 juli 2019.

## Medaljörer

### Herrar

#### Gång- och löpgrenar
| Gren                  | Guld                                                                                          | Guld       | Silver                                                                                     | Silver       | Brons                                                                                        | Brons      |
| 100 meter             | Henrik Larsson Sverige                                                                        | 10,23      | Oliver Bromby Storbritannien                                                               | 10,24        | Joris van Gool Nederländerna                                                                 | 10,27      |
| 200 meter             | Shemar Boldizsar Storbritannien                                                               | 20,89      | Kobe Vleminckx Belgien                                                                     | 21,04        | Ryan Zézé Frankrike                                                                          | 21,05      |
| 400 meter             | Fabrisio Saïdy Frankrike                                                                      | 45,79      | Cameron Chalmers Storbritannien                                                            | 45,92 0SB0   | Brayan Lopez Italien                                                                         | 46,16 0PB0 |
| 800 meter             | Mateusz Borkowski Polen                                                                       | 1.48,75    | Spencer Thomas Storbritannien                                                              | 1.49,06      | Pablo Sánchez-Valladares Spanien                                                             | 1.49,36    |
| 1 500 meter           | Ignacio Fontes Spanien                                                                        | 3.50,38    | Piers Copeland Storbritannien                                                              | 3.50,89      | Elzan Bibić Serbien                                                                          | 3.50,90    |
| 5 000 meter           | Jimmy Gressier Frankrike                                                                      | 14.16,55   | Hugo Hay Frankrike                                                                         | 14.17,00     | Abdessamad Oukhelfen Spanien                                                                 | 14.17,23   |
| 10 000 meter          | Jimmy Gressier Frankrike                                                                      | 28.44,17   | Tadesse Getahon Israel                                                                     | 28.46,97     | Emile Cairess Storbritannien                                                                 | 28.50,21   |
| 110 meter häck        | Jason Joseph Schweiz                                                                          | 13,45      | Michał Sierocki Polen                                                                      | 13,63 0PB0   | Cameron Fillery Storbritannien                                                               | 13,64      |
| 400 meter häck        | Wilfried Happio Frankrike                                                                     | 49,03 0PB0 | Nick Smidt Nederländerna                                                                   | 49,49 0PB0   | Emil Agyekum Tyskland                                                                        | 49,69 0PB0 |
| 3 000 meter hinder    | Frederik Ruppert Tyskland                                                                     | 8.44,49    | Alexis Phelut Frankrike                                                                    | 8.45,04      | Simon Sundström Sverige                                                                      | 8.45,82    |
| 4 × 100 meter stafett | Kevin Kranz Marvin Schulte Deniz Almas Philipp Trutenat Tyskland                              | 39,22      | Amaury Golitin Ryan Zézé Yanis Ammour Max Sirguey Frankrike                                | 39,57        | Simon Verherstraeten Kobe Vleminckx Antoine Snyders Raphaël Kapenda Camille Snyders* Belgien | 39,77      |
| 4 × 400 meter stafett | Maximilian Grupen Marvin Schlegel Fabian Dammermann Manuel Sanders Jean Paul Bredau* Tyskland | 3.03,92    | Alex Haydock-Wilson Lee Thompson Joe Brier Cameron Chalmers Ellis Greatrex* Storbritannien | 3.04,59      | Loïc Prévot Téo Andant Lidji Mbaye Fabrisio Saïdy Diego Milla* Lorenzo Ricque* Frankrike     | 3.05,36    |
| 20 km gång            | Vasiliy Mizinov Authorised Neutral Athletes                                                   | 1:21.29    | Salih Korkmaz Turkiet                                                                      | 1:21.32 0NR0 | Callum Wilkinson Storbritannien                                                              | 1:22.13    |

* Medaljör som endast deltog i försöksheatet.

#### Teknikgrenar
| Gren           | Guld                          | Guld               | Silver                     | Silver      | Brons                      | Brons       |
| Höjdhopp       | Maksim Nedasekau Belarus      | 2,29 m             | Tom Gale Storbritannien    | 2,27 m 0SB0 | Norbert Kobielski Polen    | 2,23 m      |
| Stavhopp       | Bo Kanda Lita Baehre Tyskland | 5,65 m             | Emmanouil Karalis Grekland | 5,60 m      | Thibaut Collet Frankrike   | 5,60 m      |
| Längdhopp      | Miltiadis Tentoglou Grekland  | 8,32 m             | Héctor Santos Spanien      | 8,19 m 0PB0 | Gabriele Chilà Italien     | 8,00 m 0PB0 |
| Tresteg        | Necati Er Turkiet             | 17,37 m 0NR0       | Nazim Babayev Azerbajdzjan | 17,03 m     | Andrea Dallavalle Italien  | 16,95 0PB0  |
| Kulstötning    | Konrad Bukowiecki Polen       | 21,51 m            | Leonardo Fabbri Italien    | 20,50 m     | Wictor Petersson Sverige   | 19,53 m     |
| Diskuskastning | Kristjan Čeh Slovenien        | 63,82 m 0PB0       | Clemens Prüfer Tyskland    | 62,15 m     | Oskar Stachnik Polen       | 60,01 m     |
| Släggkastning  | Alberto González Spanien      | 74,36 m 0PB0       | Bence Halász Ungern        | 74,14 m     | Mykhaylo Havrylyuk Ukraina | 72,23 m     |
| Spjutkastning  | Cyprian Mrzygłód Polen        | 84,97 m 0MR0, 0PB0 | Alexandru Novac Rumänien   | 81,75 m     | Aliaksei Katkavets Belarus | 80,31 m     |

#### Mångkamp
| Gren    | Guld                 | Guld             | Silver               | Silver      | Brons                 | Brons       |
| Tiokamp | Niklas Kaul Tyskland | 8 572 poäng 0MR0 | Johannes Erm Estland | 8 445 poäng | Manuel Eitel Tyskland | 8 067 poäng |

### Damer

#### Gång- och löpgrenar
| Gren                  | Guld                                                                       | Guld          | Silver                                                                         | Silver        | Brons                                                                             | Brons        |
| 100 meter             | Ewa Swoboda Polen                                                          | 11,15 0SB0    | Cynthia Leduc Frankrike                                                        | 11,40         | Lisa Nippgen Tyskland                                                             | 11,45        |
| 200 meter             | Sindija Bukša Lettland                                                     | 23,24 0SB0    | Estelle Raffai Frankrike                                                       | 23,35 0SB0    | Sarah Richard Frankrike                                                           | 23,50        |
| 400 meter             | Natalia Kaczmarek Polen                                                    | 52,34 0PB0    | Lada Vondrová Tjeckien                                                         | 52,40         | Andrea Miklos Rumänien                                                            | 52,66 0SB0   |
| 800 meter             | Jemma Reekie Storbritannien                                                | 2.05,19       | Ellie Baker Storbritannien                                                     | 2.06,33       | Nadia Power Irland                                                                | 2.06,68      |
| 1 500 meter           | Jemma Reekie Storbritannien                                                | 4.22,81       | Elise Vanderelst Belgien                                                       | 4.23,50       | Marta Zenoni Italien                                                              | 4.23,96      |
| 5 000 meter           | Anna Emilie Møller Danmark                                                 | 15.07,70 0NR0 | Alina Reh Tyskland                                                             | 15.11,25      | Célia Antón Spanien                                                               | 15.28,66     |
| 10 000 meter          | Alina Reh Tyskland                                                         | 31.39,34 0MR0 | Miriam Dattke Tyskland                                                         | 32.29,45 0PB0 | Jasmijn Lau Nederländerna                                                         | 33.35,66     |
| 100 meter häck        | Elvira Herman Belarus                                                      | 12,70 0MR0    | Klaudia Siciarz Polen                                                          | 12,82 0PB0    | Laura Valette Frankrike                                                           | 12,97        |
| 400 meter häck        | Paulien Couckuyt Belgien                                                   | 56,17 0PB0    | Linda Olivieri Italien                                                         | 56,22         | Yasmin Giger Schweiz                                                              | 56,37 0SB0   |
| 3 000 meter hinder    | Anna Emilie Møller Danmark                                                 | 9.27,31 0MR0  | Eilish Flanagan Irland                                                         | 9.51,72 0PB0  | Claudia Prisecaru Rumänien                                                        | 9.53,21 0PB0 |
| 4 × 100 meter stafett | Jennifer Montag Keshia Kwadwo Sophia Junk Lisa Nippgen Tyskland            | 43,45         | Leisly Regulier Eloise de la Taille Estelle Raffai Sarah Richard Frankrike     | 43,82         | Klaudia Siciarz Marlena Gola Martyna Kotwiła Ewa Swoboda Jagoda Mierzyńska* Polen | 44,08        |
| 4 × 400 meter stafett | Karolina Łozowska Natalia Wosztyl Natalia Widawska Natalia Kaczmarek Polen | 3.32,56       | Lily Beckford Finette Agyapong Yasmin Liverpool Hannah Williams Storbritannien | 3.32,91       | Nelly Schmidt Corinna Schwab Alica Schmidt Luna Bulmahn Tyskland                  | 3.33,83      |
| 20 km gång            | Ayşe Tekdal Turkiet                                                        | 1:34.47       | Olga Niedziałek Polen                                                          | 1:35.54       | Yana Smerdova Authorised Neutral Athletes                                         | 1:35.58 0SB0 |

#### Teknikgrenar
| Gren           | Guld                                       | Guld         | Silver                        | Silver       | Brons                                             | Brons        |
| Höjdhopp       | Julija Levtjenko Ukraina                   | 1,97 m       | Christina Honsel Tyskland     | 1,92 m 0PB0  | Ella Junnila Finland                              | 1,92 m       |
| Stavhopp       | Angelica Moser Schweiz                     | 4,56 m       | Amálie Švábícová Tjeckien     | 4,35 m       | Yelizaveta Bondarenko Authorised Neutral Athletes | 4,35 m       |
| Längdhopp      | Hilary Kpatcha Frankrike                   | 6,73 m       | Petra Beáta Farkas Ungern     | 6,55 m 0PB0  | Milica Gardašević Serbien                         | 6,43 m       |
| Tresteg        | Diana Zagainova Litauen                    | 13,89 m      | Tuğba Danışmaz Turkiet        | 13,85 m 0PB0 | Viyaleta Skvartsova Belarus                       | 13,79 m 0SB0 |
| Kulstötning    | Alina Kenzel Tyskland                      | 17,94 m      | Katharina Maisch Tyskland     | 17,64 m      | Julia Ritter Tyskland                             | 17,17 m      |
| Diskuskastning | Marija Tolj Kroatien                       | 62,76 m 0PB0 | Alexandra Emilianov Moldavien | 57,30 m      | Annina Brandenburg Tyskland                       | 56,52 m      |
| Släggkastning  | Sofiya Palkina Authorised Neutral Athletes | 71,08 m      | Nastassia Maslava Belarus     | 69,36 m 0SB0 | Sara Fantini Italien                              | 68,35 m      |
| Spjutkastning  | Annika Fuchs Tyskland                      | 63,38 m 0PB0 | Eda Tuğsuz Turkiet            | 61,03 m      | Evelina Mendes Frankrike                          | 55,57 m      |

#### Mångkamp
| Gren    | Guld                        | Guld             | Silver                     | Silver      | Brons                 | Brons            |
| Sjukamp | Géraldine Ruckstuhl Schweiz | 6 274 poäng 0SB0 | Sophie Weißenberg Tyskland | 6 175 poäng | Hanne Maudens Belgien | 6 093 poäng 0SB0 |

## Medaljtabell
*   Värdland ( Sverige)
| Nr                   | Nation                            | Guld | Silver | Brons | Totalt |
| -------------------- | --------------------------------- | ---- | ------ | ----- | ------ |
| 1                    | Tyskland (GER)                    | 9    | 6      | 6     | 21     |
| 2                    | Polen (POL)                       | 6    | 3      | 3     | 12     |
| 3                    | Frankrike (FRA)                   | 5    | 6      | 6     | 17     |
| 4                    | Storbritannien (GBR)              | 3    | 8      | 3     | 14     |
| 5                    | Schweiz (SUI)                     | 3    | 0      | 1     | 4      |
| 6                    | Turkiet (TUR)                     | 2    | 3      | 0     | 5      |
| 7                    | Spanien (ESP)                     | 2    | 1      | 3     | 6      |
| 8                    | Belarus (BLR)                     | 2    | 1      | 2     | 5      |
| –                    | Authorised Neutral Athletes (ANA) | 2    | 0      | 2     | 4      |
| 9                    | Danmark (DEN)                     | 2    | 0      | 0     | 2      |
| 10                   | Belgien (BEL)                     | 1    | 2      | 2     | 5      |
| 11                   | Grekland (GRE)                    | 1    | 1      | 0     | 2      |
| 12                   | Sverige (SWE)*                    | 1    | 0      | 2     | 3      |
| 13                   | Ukraina (UKR)                     | 1    | 0      | 1     | 2      |
| 14                   | Kroatien (CRO)                    | 1    | 0      | 0     | 1      |
| 14                   | Lettland (LAT)                    | 1    | 0      | 0     | 1      |
| 14                   | Litauen (LTU)                     | 1    | 0      | 0     | 1      |
| 14                   | Slovenien (SLO)                   | 1    | 0      | 0     | 1      |
| 18                   | Italien (ITA)                     | 0    | 2      | 5     | 7      |
| 19                   | Tjeckien (CZE)                    | 0    | 2      | 0     | 2      |
| 19                   | Ungern (HUN)                      | 0    | 2      | 0     | 2      |
| 21                   | Nederländerna (NED)               | 0    | 1      | 2     | 3      |
| 21                   | Rumänien (ROU)                    | 0    | 1      | 2     | 3      |
| 23                   | Irland (IRL)                      | 0    | 1      | 1     | 2      |
| 24                   | Azerbajdzjan (AZE)                | 0    | 1      | 0     | 1      |
| 24                   | Estland (EST)                     | 0    | 1      | 0     | 1      |
| 24                   | Israel (ISR)                      | 0    | 1      | 0     | 1      |
| 24                   | Moldavien (MDA)                   | 0    | 1      | 0     | 1      |
| 28                   | Serbien (SRB)                     | 0    | 0      | 2     | 2      |
| 29                   | Finland (FIN)                     | 0    | 0      | 1     | 1      |
| Totalt (29 nationer) | Totalt (29 nationer)              | 44   | 44     | 44    | 132    |